# Atina
Atina é uma comuna italiana da região do Lácio, província de Frosinone, com cerca de 4.480 habitantes. Estende-se por uma área de 29 km², tendo uma densidade populacional de 154 hab/km². Faz fronteira com Alvito, Belmonte Castello, Casalattico, Casalvieri, Gallinaro, Picinisco, Terelle, Villa Latina.

## Demografia
| Variação demográfica do município entre 1861 e 2011                               |
|                                                                                   |
| Fonte: Istituto Nazionale di Statistica (ISTAT) - Elaboração gráfica da Wikipedia |